# Крахча
Крахча — бывшее село в Усть-Камчатском районе Камчатки.
Находилось на правом берегу реки Камчатка, в 285 км от Мильково.

## История
Было основано в 1947 году для добычи древесины. Первыми жителями стали военнопленные, бывшие власовцы и репрессированные с Украины. Село строилось быстро, и уже в 1950 году здесь было возведено 54 жилых дома.
К началу 1960-х гг. в Крахче действовали: школа-семилетка, больница, два магазина, проживало около пятисот человек.
Из-за активной вырубки делянки всё дальше удалялись от посёлка, рентабельность работ снижалась. Экономическая выгода содержания села стала низкой. Жителей стали переселять в Козыревск и Быструю. 13 декабря 1974 года село было исключено из списков населённых пунктов.